# Qibao
Qibao (chinois simplifié 七宝镇 ; chinois traditionnel 七寶鎮 ; pinyin Qībǎo Zhèn ; shanghaïen : Tshih pau) est une ville du district de Minhang à Shanghai. 
Son origine peut être retracée durant l'époque des Cinq Dynasties et des Dix Royaumes, à la dynastie Song. Le nom vient du temple local, « Temple de Qibao ». 
Aujourd'hui, Qibao est une attraction touristique avec une zone connue sous le nom de la vieille ville de Qibao (七宝古镇, Qībǎo gǔzhèn) au niveau de la rivière Puhui. On y trouve une architecture chinoise traditionnelle et un certain nombre d'attractions, y compris des musées et de la cuisine de rue.
La ville était la résidence du célèbre peintre Zhang Chongren, ami du dessinateur belge Hergé qui lui a inspiré le personnage homonyme (transcrit Tchang Tchong-Jen à l'époque, avec la transcription EFEO) dans Les Aventures de Tintin. Qibao est également connu pour ses grillons, avec notamment une Maison des Grillons dans la vieille ville.

## Emplacement
Située dans la banlieue ouest de Shanghai, Qibao couvre une superficie de 21,3 km2. On peut y accéder par la ligne 9 du métro de Shanghai, station Qibao. En 2011, la ville comportait 54 communautés résidentielles (居委会) et 9 villages sous son administration.